# Clover (US-amerikanische Band)
Clover (engl. für „Klee“) war eine 1967 in San Francisco gegründete US-amerikanische Country-Rock-Band. Ihr gehörten unter anderem Huey Lewis und Sean Hopper an, die nach der Auflösung von Clover die Gruppe Huey Lewis & the News gründeten.

## Hintergrund
John Ciambotti, ein aus Los Angeles stammender Musiker, war mit seiner Familie nach San Francisco gezogen, wo er sich als Bassist der Band The Outfit anschloss. Diese Gruppe beteiligte sich regelmäßig an Jamsessions mit der Band The Tiny Hearing Aid Company, zu der Ciambotti später wechselte. Nach dem Wechsel benannte sich die Gruppe in Clover um. Sie bestand neben Ciambotti aus den Musikern Alex Call (Gesang und Gitarre), John McFee (Gitarre, Pedal-Steel-Gitarre, Gesang), und Mitch Howie (Schlagzeug).
Der erste Auftritt unter dem neuen Namen fand am 4. Juli 1967 statt. In den folgenden Jahren trat die Band an verschiedenen Orten in der Bay Area auf, im Sommer 1969 erhielt sie einen Plattenvertrag bei Fantasy Records. Dort veröffentlichte die Gruppe 1970 ihr selbstbetiteltes Debütalbum sowie die Single Shotgun (B-Seite Wade the Water).
Ihr zweites Album, Forty Niner, erschien 1971. Nach der Veröffentlichung verließ die Band ihr Label. In der Folgezeit gab es verschiedene Besetzungswechsel, so verließ beispielsweise Mitch Howie die Band und wurde durch Micky Shine ersetzt, Huey Lewis (Gesang, Mundharmonika) stieß zur Band, und Sean Hopper ergänzte die Gruppe ab 1972 als Keyboarder. Die Mitglieder der Band zogen in der Besetzung Call, McFee, Ciambotti, Hopper, Lewis und Shine nach Großbritannien, erhielten 1976 einen neuen Plattenvertrag bei Vertigo Records, und nahmen 1977 die Alben Love on the Wire und Unavailable auf, die beide von Robert John „Mutt“ Lange produziert wurden. Zudem nahm die Gruppe, allerdings ohne Lewis und Call, als Begleitband von Elvis Costello dessen Debütalbum My Aim is True auf.
Sie war darüber hinaus an der Produktion eines  Werbespots des Jeans-Herstellers Levi’s beteiligt, den Adrian Lyne drehte und in dem die Band das Lied Route 66 spielt. Lyne gewann mit dem Route 66 betitelten Spot einen bronzenen Löwen beim Cannes Lions International Advertising Festival.
Die Band absolvierte noch einige Tourneen als Vorgruppe von Graham Parker und Thin Lizzy, bevor Clover sich auflöste und ihre Mitglieder in die USA zurückkehrten.

## Nach dem Ende
Huey Lewis und Sean Hopper gründeten 1979 mit ehemaligen Mitgliedern der Band Sound Hole (Mario Cipollina, Bill Gibson und Johnny Colla) die Band Huey Lewis & the News, die insbesondere in den 1980er Jahren große internationale Erfolge feiern konnte. Alex Call wurde Solokünstler und arbeitete als Songwriter später auch mit Huey Lewis zusammen. McFee wurde Mitglied der Doobie Brothers, denen er heute noch angehört, und Ciambotti wurde Sessionmusiker und arbeitete unter anderem mit Lucinda Williams, Carlene Carter und John Prine, bevor er den Beruf des Chiropraktikers ergriff.

## Diskografie
- Clover (1970)
- Forty Niner (1971)
- Love on the Wire (1977)
- Unavailable (1977)